# Thomisus onustus
Thomisus onustus es una especie de araña cangrejo del género Thomisus, familia Thomisidae. Fue descrita científicamente por Walckenaer en 1805.

## Distribución
Esta especie se encuentra en islas Salvajes, Europa, África del Norte, Turquía, Cáucaso, Rusia (de Europa a Siberia del Sur), Israel, Asia Central, Irán, China, Corea y Japón.